# Straight Through Processing
Der Begriff Durchgehende Datenverarbeitung (DDV) oder englisch Straight Through Processing (STP) bezeichnet:
- in der Informatik ein Konzept der Informationsverarbeitung mit möglichst wenigen Interaktionen und Vermeidung von Medienbrüchen.
- in der Wirtschaft ein Geschäftsmodell, bei dem eingehende Aufträge im Rahmen integrierter und firmenübergreifender Prozesse im Sinne des E-Business mit minimalem Interaktionsaufwand verarbeitet werden.

## Erläuterungen
Geschäftsprozessintegration in der Informatik soll mit Hilfe der Methoden der Enterprise Application Integration und unter Zuhilfenahme von Web-Technologien für die Kommunikation mit Partnern und Kunden Straight Through Processing ermöglichen. STP in der Wirtschaft ist somit eng mit der Bedeutung dieses Begriffs in der Informatik verknüpft, da erst die Technologien zur Geschäftsprozessintegration entsprechende Geschäftsmodelle ermöglichen.

## Beispiele in der Praxis
Im Business-Umfeld war STP vor allem in den 90er Jahren im Bankenumfeld ein wichtiges Thema. Während in der Vergangenheit die verschiedenen Arten von Transaktionen (z. B. Überweisungsvorgänge) immer wieder manuelle Arbeiten erforderten, wurde der Bedarf nach einer durchgängigen Automatisierung der Prozesse (das STP) zunehmend wichtig. Durch das STP konnten Geld- oder Wertpapiertransaktionen taggleich verarbeitet und abgeschlossen werden.
Während STP der Optimierung von Batchläufen und -ketten diente, kam das Paradigma des Online-Transaction-Processings OLTP auf, welches die Online-Verarbeitung von Transaktionen vorsah.